# Alain Gandy (Schriftsteller)
Alain Gandy (* 29. September 1924 in Paris als André Gandelin; † 22. Dezember 2015 in Aix-en-Provence) war ein französischer Offizier und Schriftsteller.

## Leben und Wirken
Gandy kämpfte als Angehöriger der Légion étrangère im Zweiten Weltkrieg und war danach einige Jahre an den französischen Kolonialkriegen ebenfalls als solcher aktiv beteiligt.
Nach seiner Dienstzeit begann er, ermutigt durch seine früheren literarischen Versuche, weiter zu schreiben. Mit den Jahren entstand ein kleines Œuvre an Sachbüchern, in denen er sich hauptsächlich mit der Fremdenlegion beschäftigte. Es entstanden auch einige Romane, welche vom Publikum wie auch von der offiziellen Kritik gelobt wurden.

## Ehrungen
- 1985: Prix Claude-Farrère für L’Escadron

## Werke (Auswahl)
Belletristik
- L’escadron Indochine 1948. Roman. Presses de la Cité, Paris 1984
- Le sang des colons. Roman. Presses de la Cité, Paris 1988, ISBN 2-258-02111-1.
- Les frères. Roman. Presses de la Cité, Paris 1999, ISBN 2-258-04907-5.
- Les chiens jaunes. Roman. Presses de la Cité, Paris 1991, ISBN 2-258-03143-5 (2023 als The Last Men – Die letzte Fremdenlegion verfilmt).

Sachbücher
- Légion étrangère cavalerie. Presses de la Cité, Paris 2004, ISBN 2-258-06602-6.
- Quand la Légion écrivait sa légende. Presses de la Cité, Paris 2009, ISBN 978-2-258-08011-9.
- Bataillon Bigeard à Tu Lê. La légende des paras. Presses de la Cité, Paris 2007, ISBN 978-2-258-07499-6.
- Le jeunesse et la Résistance. Réseau Orion 1940–1944. Françe Loisirs, Paris 1993, ISBN 2-7242-7411-3.
- La légion en Indochine. 1885–1955. Hrsg. von Jean-Louis Festjens. Presses de la Cité, Paris 1988, ISBN 2-258-02127-8.
- Salan. Perrin, Paris 1990, ISBN 2-262-00664-4.
- La dernière rafale. Presses de la Cité, Paris 1985, ISBN 2-258-01625-8.